# Carol Bouvard
Carol Bouvard (* 12. Januar 1998) ist eine Schweizer Freestyle-Skierin. Sie startet in der Disziplin Aerials (Springen).

## Biografie
Bouvard stammt aus Zürich-Wollishofen, wo sie seit ihrem zweiten Lebensjahr wohnt. Sie begann in ihrer Kindheit mit dem Gerätturnen und wechselte nach einem Schnuppertraining auf der Jumpin-Wasserschanzenanlage in Mettmenstetten zum Freestyle-Skispringen.
Die ersten Einsätze im Europacup hatte Bouvard im März 2013, musste dann aber die gesamte Saison 2013/14 verletzungsbedingt pausieren. In den beiden darauf folgenden Wintern ging sie wieder im Europacup an den Start. Nachdem sie am 9. Februar 2017 das Europacupspringen in Minsk gewonnen hatte, folgte 16 Tage später am selben Ort das Debüt im Freestyle-Weltcup, wobei sie den 19. Platz belegte. Ihre Weltcupergebnisse in der Saison 2017/18 reichten nicht zur Qualifikation für die Olympischen Spiele. Im Europacup gelangen ihr jedoch drei Siege und ein weiterer Podestplatz, womit sie die Disziplinenwertung für sich entschied. Bei den Juniorenweltmeisterschaften 2018 in Minsk gewann sie die Bronzemedaille.
Bouvard qualifizierte sich für die Weltmeisterschaften 2019 in Park City. Dort gewann sie überraschend die Goldmedaille im erstmals ausgetragenen Teamwettbewerb (zusammen mit Nicolas Gygax und Noé Roth).

## Erfolge

### Weltmeisterschaften
- Park City 2019: 1. Aerials Teamwettbewerb, 15. Aerials Einzel

### Weltcup
Bouvard erreichte im Weltcup bisher 5 Platzierungen unter den besten 20.
Wertungen:
| Saison  | Gesamt | Gesamt | Aerials | Aerials |
| Saison  | Platz  | Punkte | Platz   | Punkte  |
| ------- | ------ | ------ | ------- | ------- |
| 2016/17 | 184.   | 1,71   | 36.     | 12      |
| 2017/18 | 128.   | 8,33   | 26.     | 50      |
| 2018/19 | 73.    | 16,00  | 14.     | 80      |
| 2019/20 | 110.   | 11,14  | 24.     | 78      |

### Europacup
- Saison 2017/18: 1. Aerials-Disziplinenwertung
- 8 Podestplätze, davon 5 Siege

### Juniorenweltmeisterschaften
- Chiesa in Valmalenco 2015: 16. Aerials
- Minsk 2016: 8. Aerials
- Chiesa in Valmalenco 2017: 15. Aerials
- Minsk 2018: 3. Aerials

### Weitere Erfolge
- 1 Podestplatz im Nor-Am Cup